# Blaine Lake
Blaine Lake är en ort i Kanada.   Den ligger i provinsen Saskatchewan, i den centrala delen av landet, 2 400 km väster om huvudstaden Ottawa. Blaine Lake ligger 518 meter över havet och antalet invånare är 510.
Terrängen runt Blaine Lake är mycket platt. Trakten runt Blaine Lake är nära nog obefolkad, med mindre än två invånare per kvadratkilometer.. Det finns inga andra samhällen i närheten. 
Trakten runt Blaine Lake består till största delen av jordbruksmark.